# Cometes carinatus
Cometes carinatus là một loài bọ cánh cứng trong họ Cerambycidae.